# モータータンパク質
モータータンパク質（モータータンパクしつ、英: Motor protein）は、アデノシン三リン酸（ATP）加水分解によって生じる化学エネルギーを運動に変換するタンパク質。
アクチン上を動くミオシン、微小管上を動くキネシンやダイニンが知られている。